# Спільне (журнал)
Журнал соціальної критики «Спільне» — український лівий інтелектуальний журнал, заснований соціальними аналітиками та активістами у березні 2009 року. Позиціонує себе як некомерційне видання, принципово не афілійоване з жодною політичною партією чи організацією. До 2019 року журнал працював у двох форматах — друкованому та онлайн[⇨].

## Ідея та концепція
Позиція журналу — ліва й антикапіталістична. Тим не менше, видання позиціонує себе передусім аналітичним, а не пропагандистським. Журнал дистанціює себе від радянського «марксизму-ленінізму» і з моменту заснування декларував, що «сталіністів серед нас нема і не буде». Натомість колектив журналу цікавиться західним марксизмом, анархізмом та іншими лівими теоріями, при цьому за мету журналу ставиться аналіз соціальної дійсності, а не теоретична полеміка між різними лівими течіями. Серед причин, що спонукали до заснування журналу, називалися такі:
«ми бачимо нестачу в якісному лівому аналізі, спрямованого на розв'язок практичних задач, які стоять на порядку денному соціальної боротьби тут і зараз в нашій країні і в цілому світі. Ми бачимо розрив між існуючими лівими теоріями і практикою низових суспільних рухів, яка не отримує задовільного аналізу. Ми бачимо нестачу в залученні як практичного досвіду, так і теоретичних дискусій з інших регіонів планети і, водночас, недостатність інформації про важливі події низової соціальної боротьби в Україні англійською мовою. Нас турбує невелика кількість україномовних лівих текстів, у той час як стереотип, що „лівий“ = „проросійський“ і досі широко розповсюджений. Нам так само не вистачає інформаційного ресурсу не прив'язаного до сектантських конфліктів через дрібні політичні амбіції».
Співзасновники журналу орієнтувалися на ідеї американського соціолога Майкла Буравого про органічну публічну соціологію. Тобто таку соціальну науку, яка не обмежується публічністю у формі коментарів для ЗМІ, а працює в тісних зв'язках з місцевою громадськістю, протестною спільнотою.

## Організація
Вебсайт commons.com.ua почав працювати 24 березня 2009 року, одночасно з цим почалася підготовка першого друкованого випуску журналу, що вийшов у квітні 2010 року.
Ідея створити журнал соціальної критики «Спільне» зародилася в мережі «Ліва думка» — середовищі молодих лівих дослідників, активістів, викладачів та студентів, переважно з Національного університету «Києво-Могилянська академія». Ядро середовища складали молоді науковці, що виросли в незалежній Україні й отримали освіту в західних університетах. Серед засновників журналу були Анастасія Рябчук, Володимир Іщенко, Тамара Марценюк та ін.
В перші роки вся робота велася винятково на волонтерських засадах. До 2013 року чіткого складу редакції не було, обговорення і погодження матеріалів відбувалися в гугл-групі liva_dumka. Згодом була виділена редколегія, склад якої неодноразово змінювався. Головний (чи відповідальний) редактор обирався під кожен окремий тематичний випуск, але для сайту головного редактора нема. Переклад іншомовних матеріалів спочатку також здійснювався переважно колективно, але згодом практика змінилася.
В перші роки свого існування «Спільне» тісно співпрацювало з Центром дослідження суспільства (CEDOS), Центром візуальної культури, журналами «Політична критика» і «Простори», пізніше — з Центром соціальних і трудових досліджень. Деякі члени редакції беруть участь у діяльності лівої організації «Соціальний рух», раніше частина редакторів були активістами незалежної студентської профспілки «Пряма дія». Окрім того, «Спільне» налагодило співпрацю з представниками української діаспорної лівиці, зокрема Марком Бойцуном та Іваном-Павлом Химкою.
З 2018 року співпрацює з нідерландським аналітичним центром Transnational Institute, з 2022 року — із правозахисною організацією Medico International. «Спільне» є учасником загальноєвропейської мережі культурологічних часописів Eurozine.
За роки свого існування журнал «Спільне» виступив організатором чи співорганізатором низки конференцій та взяв участь у виданні декількох книжок. 2019 року журнал започаткував щорічну конференцію «Фоєрбах 11», яка об’єднує дослідників та активістів для обміну знаннями й досвідом та обговорення соціально-економічних та політичних проблем України.
У липні 2023 року помер член редакційної команди журналу економіст Олександр Кравчук. Його пам'яті присвятили спеціальний проект журналу e-flux, присвячений реконструкції України.
Захищаючи Україну від російського вторгнення, загинули кілька дописувачів «Спільного»: популяризатор науки та журналіст Євгеній Осієвський, російський анархіст і антрополог Дмитро Петров, юрист Юрій Лебедєв.

## Друковане видання
Періодичність виходу друкованого журналу була заявлена двічі на рік, але надалі практика не відповідала цьому. Перший номер журналу вийшов у квітні 2010 року, він був виданий у рамках міжнародного міждисциплінарного симпозіуму довкола виходу книжки Лоїка Вакана «Покарання бідних».
Кожен випуск журналу присвячений розгляду певної актуальної теми. Зазвичай номер починається із загальних увідних статей, далі подаються більш конкретні авторські дослідження з певних аспектів теми номера і, врешті, заключними стають рецензії на тематичні книги чи фільми. В кожному номері містяться як перекладні статті, так і оригінальні авторські дослідження українською. Фінансування друку журналу здійснювалося здебільшого за рахунок грантів, зокрема, Фонду імені Генріха Белля та Фонду імені Рози Люксембург.
За роки існування журналу вийшло дванадцять друкованих номерів, присвячених різним темам:
1. «Криміналізація соціальних проблем»[44];
2. «Трансформації міського простору»[45];
3. «Політика освіти»[46];
4. «Класова експлуатація та класова боротьба»[47];
5. «Політекономія расизму»[48];
6. «Гендер і праця»[49];
7. «Другий світ» (про постсоціалістичні трансформації на теренах колишнього Східного блоку)[50];
8. «Релігія: між експлуатацією і емансипацією»[51];
9. «Майдан: погляд зліва»[52];
10. «Війна і націоналізм»[53];
11. «Революція: історія та майбутнє»[54];
12. «Простір та нерівність»[55];
13. The Russian Invasion and the Ukrainian Left[56].

На окремі числа журналу виходили рецензії в часописах «Критика», «Молода нація», на сайті «Українська правда. Життя» тощо.
В десятирічний ювілей журналу редакція оголосила, що 12 випуск буде останнім, і надалі «Спільне» працюватиме лише в онлайн-форматі. Втім, у 2023 році вийшов англомовний спецвипуск, присвячений українському опору російському вторгненню та позиції лівиці.

## Напади ультраправих
Члени редакції «Спільне» піддавались фізичному насиллю з боку прихильників ультраправих політичних ідеологій.
Так, 1 грудня 2012 року був здійснений напад на презентацію «Спільне» у Тернополі, що була присвячена четвертому випуску журналу та обговоренню проблем захисту трудових прав найманих працівників. Десятеро неонацистів напали на чотирьох організаторів заходу у Тернопільському обласному краєзнавчому музеї, використавши як зброю газові балони, стільці та підручні канцелярські приладдя. За свідченнями потерпілих, до нападу причетний член ВО «Свобода», який за кілька днів до заходу погрожував організаторам та мобілізував інших учасників нападу, зокрема футбольних уболівальників ФК «Нива». Згідно з повідомленням інтернет-газети Тернополя «Доба», відповідальність за напад взяли на себе представники організації «Тризуб» ім. Степана Бандери.

## Оцінки та критика
Журнал неодноразово піддавався критиці з різних сторін. Зокрема, історик Андрій Портнов вказував на недостатню критичність видавців журналу до соціалістичної традиції.
Політологи Олександр Маслак та Петро Вознюк в рецензії на третій випуск критикували його за ліву політичну ангажованість та упередженість.
Окрім того, відгуки звучали також зі сторони політичних кіл, зокрема «Правий сектор» критикував журнал за співпрацю з Фондом Рози Люксембург, а сайт українських анархістів «Нігіліст» — за євроскептичну позицію та український націоналізм. Водночас, російський лівий інтелектуал і колишній радянський дисидент Олександр Тарасов критикував «Спільне» за підтримку Майдану, євроінтеграції та «українського фашизму».
Історик Володимир Склокін у 2012 році, відзначаючи слабку ідеологічну поляризацію українських інтелектуальних часописів (що, на його думку, є ознакою слабкості ідейних середовищ), стверджував, що «поляризація дещо посилилась протягом останніх двох років з появою двох інтелектуальних часописів, які чітко задекларували свою прихильність до лівих ідей, — журналів „Спільне“ та „Політична критика“». Режисер та кінокритик Олександр Телюк у своїй рецензії на четвертий випуск журналу писав, що «„Спільне“ — важливий екран дискурсу лівих інтелектуалів в Україні. У своїй критиці журнал робить ухил у бік академічних досліджень, статистичних даних, прямої мови. Це, безперечно, багате, бурхливе і чесне з собою джерело критичних думок про сучасність, якому, однак, не вистачає гнучкості для ширшого культурного резонансу». Соціологиня Юлія Сорока в рецензії на шостий випуск стверджувала, що виданню характерне «поєднання високої соціяльної значущости й актуальности проблематики, глибокої теорії та широти погляду на зв'язки процесів і явищ».
Американська дослідниця Емілі Ченнел-Джастіс у своїй дисертації, присвяченій участі українських лівих у Майдані, стверджувала, що журнал «Спільне» створив простір для лівої критики, присвяченої глобальним проблемам і подіям, регулярно організовуючи конференції в Києві. Але «після Майдану серйознішій дискусії про долю української лівиці перешкоджає зростання ідеологічної дистанції між „Політичною критикою“ та „Спільним“, засноване на відчутті, що автори „Спільного“ посідають догматичніші, класово-орієнтовані позиції замість того, щоб пропонувати широку й відкриту ліву перспективу».
У жовтні 2015 року журнал «Спільне» посів перше місце в рейтингу українських науково-популярних журналів за версію редакторки вебпорталу Science-Community.org, кандидата історичних наук Валерії Лавренко. В грудні 2018 року старший науковий співробітник Інституту фізики НАН України Антон Сененко, у своєму огляді науково-популярних ресурсів України, охарактеризував «Спільне» як «прекрасний ресурс, на якому трапляються якісні статті про українську науку».
Після початку війни між Ізраїлем  та Хамасом у 2023 році журнал опублікував лист солідарності з палестинським народом, в якому засуджувалася окупація Ізраїлем палестинських територій, і водночас засуджувалось насильство Хамасу проти цивільного населення.